# Moher-vuna
Moher-vuna je naziv vrstu vune, koja se dobiva od dlake angora koza. Riječ moher dolazi od arapske riječi mukhayyar. Vlakna mohera imaju promjer oko 25-45 µm. Moher je jedan od najstarijih tekstilnih materijala danas u upotrabi. Materijal je trajan i otporan. Vrlo lako se obojava. Posjeduje vrlo dobre termoizolacijske osobine.
Moher se sastoji većinom od keratina.
Promjer mohera se povećava sa starošću koze. To znači da jarad i mlađe koze daju tanji i kvalitetniji moher koji se rabi za odjeću, dok starije koze daju moher koji se rabi za sagove.
Moher ne treba miješati s angora vunom koja se dobiva od angora kunića.